# Daleki oceanijski jezici
Daleki oceanijski jezici, grana centralnih-istočnih oceanijskih jezika u području Oceanije. dalje se dijeli na 6 glavnih skupina sa (199) jezika, to su:
a) centralnopacifički jezici (45): 
a1. istočnofidžijski-polinezijski/East Fijian-Polynesian (42)
a2. zapadnofidžijski-rotumanski/West Fijian-Rotuman (3)
b) Eastern Outer Islands jezici (6): 
b1. Utupua jezici (3)
b2. Vanikoro jezici (3):
c) Loyalty Islands jezici (3): dehu, iaai, nengone,
d) Mikronezijski jezici (20)
e) novokaledonski jezici (30):
f) sjeverni i centralni vanuatski jezici (95)

## Vanjske poveznice
- Ethnologue (14th)
- Ethnologue (15th)